# Europaspiele 2015/Teilnehmer (Färöer)
| Gelbes Symbol für Goldmedaillen mit stilisierten Olympischen Ringen | Graues Symbol für Silbermedaillen mit stilisierten Olympischen Ringen | Braundes Symbol für Bronzemedaillen mit stilisierten Olympischen Ringen |
| ------------------------------------------------------------------- | --------------------------------------------------------------------- | ----------------------------------------------------------------------- |
| —                                                                   | —                                                                     | —                                                                       |

Da die Färöer-Inseln kein Mitglied im Europäischen Olympischen Komitee sind, traten die fünf färöerischen Teilnehmer für die Ligue Européenne de Natation an.

## Wassersport

### Schwimmen
Hier fanden Jugendwettbewerbe statt. Bei den Frauen ist das die U17 (Jahrgang 1999) und bei den Männern die U19 (Jahrgang 1997).
| Athleten         | Wettbewerb         | Vorlauf     | Vorlauf | Halbfinale | Halbfinale | Finale       | Finale | Rang |
| Athleten         | Wettbewerb         | Zeit        | Rang    | Zeit       | Rang       | Zeit         | Rang   | Rang |
| ---------------- | ------------------ | ----------- | ------- | ---------- | ---------- | ------------ | ------ | ---- |
| Frauen           |                    |             |         |            |            |              |        |      |
| Maria Antoft     | 50 m Rücken        | 31,78 s     | 43      | -          | -          | -            | -      |      |
| Maria Antoft     | 100 m Rücken       | 1:08,80 min | 35      | -          | -          | -            | -      |      |
| Maria Antoft     | 200 m Rücken       | 2:26,54 min | 28      | -          | -          | -            | -      |      |
| Liv Eidesgaard   | 50 m Freistil      | 28,12 s     | 53      | -          | -          | -            | -      |      |
| Liv Eidesgaard   | 100 m Freistil     | 1:02,33 min | 62      | -          | -          | -            | -      |      |
| Liv Eidesgaard   | 50 m Schmetterling | 30,01 s     | 47      | -          | -          | -            | -      |      |
| Ásbjørg Hjelm    | 50 m Brust         | 35,10 s     | 32      | -          | -          | -            | -      |      |
| Ásbjørg Hjelm    | 100 m Brust        | 1:15,34 min | 33      | -          | -          | -            | -      |      |
| Ásbjørg Hjelm    | 200 m Brust        | 2:50,90 min | 32      | -          | -          | -            | -      |      |
| Signhild Joensen | 50 m Rücken        | 31,42 s     | 41      | -          | -          | -            | -      |      |
| Signhild Joensen | 100 m Rücken       | 1:06,90 min | 31      | -          | -          | -            | -      |      |
| Signhild Joensen | 200 m Rücken       | 2:25,14 min | 27      | -          | -          | -            | -      |      |
| Männer           |                    |             |         |            |            |              |        |      |
| Marius Gardshodn | 200 m Freistil     | 1:59,41 min | 51      | -          | -          | -            | -      |      |
| Marius Gardshodn | 400 m Freistil     | 4:10,00 min | 47      | -          | -          | -            | -      |      |
| Marius Gardshodn | 1500 m Freistil    | -           | -       | -          | -          | 16:17,70 min | 21     | 21   |